# Гладковский сельсовет (Курганская область)
Гладко́вский сельсовет — муниципальное образование со статусом сельского поселения в составе Притобольного района Курганской области.
Административный центр — село Гладковское.

## История
В соответствии с Законом Курганской области от 6 июля 2004 года № 419 сельсовет наделён статусом сельского поселения.

## Население
| 1989 | 2002  | 2004  | 2010 | 2012 | 2013 | 2014 |
| ---- | ----- | ----- | ---- | ---- | ---- | ---- |
| 1114 | ↘1034 | ↘1022 | ↘747 | ↘732 | ↘716 | ↘695 |
| 2015 | 2016  | 2017  | 2018 | 2019 | 2020 |      |
| ↘663 | ↘647  | ↘623  | ↘612 | ↘602 | ↘579 |      |

## Состав сельского поселения
| № | Населённый пункт | Тип населённого пункта       | Население |
| - | ---------------- | ---------------------------- | --------- |
| 1 | Банщиково        | деревня                      | ↘104      |
| 2 | Гладковское      | село, административный центр | ↘334      |
| 3 | Ершовка          | деревня                      | ↘157      |
| 4 | Нижняя Алабуга   | деревня                      | ↘152      |